# Valle de La Orotava
El valle de la Orotava está situado en el norte de la isla de Tenerife (Canarias, España). En el lado opuesto de la isla se encuentra el valle de Güímar.
En él se encuentran los municipios de La Orotava, Los Realejos y el Puerto de la Cruz, que forman el área metropolitana del Valle de La Orotava, con 108 721 habitantes (2019).

## Historia
Este valle, en la época de los guanches, era conocido como Taoro. Precisamente aquí terminó la conquista de Tenerife, el 25 de julio de 1496, con la llamada Paz de Los Realejos. Con tal motivo, se erigió el primer templo cristiano de la isla de Tenerife, la parroquia matriz del Apóstol Santiago, en honor al patrón de España. El mencey de Taoro pacta el fin de las hostilidades con Alonso Fernández de Lugo (1456-1525).
Numerosos e ilustres visitantes han elogiado su paisaje y disfrutado de su beneficioso clima: uno de los más famosos fue Alexander von Humboldt, quien según cuenta la leyenda se habría arrodillado ante el valle en el mirador que lleva actualmente su nombre y alabado su paisaje y vegetación. 

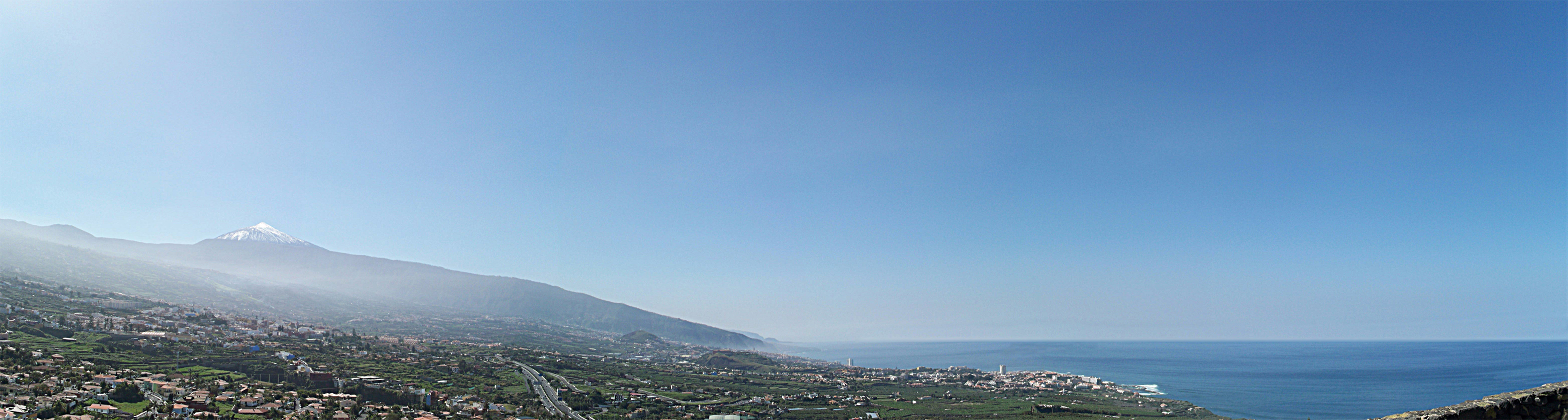
El valle de La Orotava es históricamente uno de los principales enclaves económicos de la isla de Tenerife. En la sociedad guanche, el valle formaba parte del menceyato más rico de la isla, Taoro. Ya recientemente, se convirtió en el primer centro turístico de Canarias.

## Descripción
Este valle se formó por un deslizamiento de tierra que provocó un gran maremoto. Sus lados miden entre 12 y 10 kilómetros de largo. Dentro del valle de la Orotava hay alrededor de cuatro conos volcánicos, los más conocidos son: el volcán de Los Frailes, el volcán de la Horca o de las Arenas y el volcán de La Gañanía. Este último fue destruido por el ser humano para extraer su material, por lo que actualmente es casi irreconocible. Los otros dos volcanes también están deteriorados por la actividad humana, aunque son claramente visibles.   
En las zonas altas del valle existe otro cono volcánico, llamado Montaña Colorada de los Hornillos, el cual pasa desapercibido ya que está oculto entre la vegetación de esa zona (pino canario).